# Gráfelli
Gráfelli (856 moh.) er Færøernes næsthøjeste bjerg. Det ligger ved Funningur på Eysturoy, lidt sydøst for Slættaratindur (880 moh.), der er øgruppens højeste bjerg. Kløften mellem Slættaratindur og Gráfelli kaldes Bláaberg (640 moh.).

## Eksterne lenker
- Gráfelli Arkiveret 21. juni 2011 hos  Wayback Machine på peakware.com

62°18′37.976″N 7°0′1.8828″V / 62.31054889°N 7.000523000°V